# Sportingbet
Sportingbet plc (LSE: SBT) é uma empresa britânica operadora de apostas esportivas com sede em Londres, fundada em 1997.

## História
A empresa foi fundada por Mark Blandford, em 1997. Em outubro de 2004, foi concretizada a compra da Paradise Poker.
Em outubro de 2012, Sportingbet anunciou a seu conselho que concordou com a oferta pública de venda por 530 milhões de libras e, neste ano se concretizou a aquisição por parte da GVC Holdings, que também é proprietária da William Hill. A transação refletiu positivamente na forma como a companhia apresentava suas apostas esportivas. Posteriormente, também fora adicionado um produto de cassino.

## Patrocínios
No fim de 2024, a empresa e a Sociedade Esportiva Palmeiras fecharam um contrato de três anos para fazer a Sportingbet patrocinadora master do clube por R$ 100 milhões ao ano durante três anos.